# Olympische Sommerspiele 1992/Tischtennis
Bei den XXV. Olympischen Spielen 1992 in Barcelona wurden vier Wettbewerbe im Tischtennis ausgetragen. Spielort war vom 28. Juli bis 6. August der Poliesportiu Estació del Nord (früher Nordbahnhof). Insgesamt 40.000 Zuschauer besuchten diese Veranstaltung. Roßkopf/Fetzner gewannen im Doppel die Silbermedaille und damit die erste Medaille, die Deutschland beim olympischen Tischtenniswettbewerb holte.

## Bilanz

### Medaillenspiegel
| Platz  | Land        | Gold | Silber | Bronze | Gesamt |
| ------ | ----------- | ---- | ------ | ------ | ------ |
| 1      | China       | 3    | 2      | 1      | 6      |
| 2      | Schweden    | 1    | –      | –      | 1      |
| 3      | Deutschland | –    | 1      | –      | 1      |
| 3      | Frankreich  | –    | 1      | –      | 1      |
| 5      | Südkorea    | –    | –      | 5      | 5      |
| 6      | Nordkorea   | –    | –      | 2      | 2      |
| Gesamt | Gesamt      | 4    | 4      | 8      | 16     |

### Medaillengewinner
| Disziplin     | Gold                          | Silber                               | Bronze                                                                |
| ------------- | ----------------------------- | ------------------------------------ | --------------------------------------------------------------------- |
| Männer-Einzel | Jan-Ove Waldner (SWE)         | Jean-Philippe Gatien (FRA)           | Kim Taek-soo (KOR) Ma Wenge (CHN)                                     |
| Frauen-Einzel | Deng Yaping (CHN)             | Qiao Hong (CHN)                      | Hyun Jung-hwa (KOR) Li Bun-hui (PRK)                                  |
| Männer-Doppel | Lü Lin / Wang Tao (CHN)       | Steffen Fetzner / Jörg Roßkopf (GER) | Kang Hee-chan / Lee Chul-seung (KOR) Kim Taek-soo / Yoo Nam-kyu (KOR) |
| Frauen-Doppel | Deng Yaping / Qiao Hong (CHN) | Chen Zihe / Gao Jun (CHN)            | Hong Cha-ok / Hyun Jung-hwa (KOR) Li Bun-hui / Yu Sun-bok (PRK)       |

## Austragungsmodus
Gegenüber den letzten Olympischen Spielen gab es folgende Änderungen:
- im Dameneinzel traten 64 Spielerinnen an (statt 48)
- nur die Erstplatzierten der Gruppenspiele gelangten ins Achtelfinale (die Zweiten scheiden aus)
- die Doppelwettbewerbe starteten mit 8 Vierergruppen (anstatt 4 Achtergruppen)
- Platz 3 und 4 wurde nicht mehr ausgespielt, es wurden zwei Bronzemedaillen vergeben

## Deutsche Teilnehmer
Aus Deutschland qualifizierten sich Jörg Roßkopf als 15. der bereinigten Weltrangliste direkt sowie Steffen Fetzner, Olga Nemes und Elke Schall über die Qualifikationsspiele in Bozen im Februar 1992. Nicole Struse war nur in den Doppeln spielberechtigt.

### Herren-Einzel
Jörg Roßkopf wurde Erster in Gruppe E. Hier besiegte er Michael Hyatt (Jamaika), Gideon Joe Ng (Kanada) und Andrei Masunow. Im Achtelfinale setzte er sich gegen Li Gun-sang (Nordkorea) durch. Danach verlor er gegen den späteren Sieger Jan-Ove Waldner in vier Sätzen. Roßkopf war der einzige Spieler dieser Olympischen Spiele, der gegen Waldner einen Satz gewinnen konnte.
Steffen Fetzner gewann die Gruppe N nach Siegen über Takehiro Watanabe (Japan), Marcos Núñez (Chile) und Kim Song-hui (Nordkorea). Im Achtelfinale schied er gegen den Schweden Jörgen Persson aus.

### Herren-Doppel
Roßkopf/Fetzner hatten sich im Vorfeld das Erreichen des Halbfinales zum Ziel gesetzt. Insofern war die Silbermedaille ein großer Erfolg. Zunächst setzten sie sich in Gruppe C gegen Augusto Morales/Marcos Núñez (Chile), Nicolas Chatelain/Patrick Chila (Frankreich) und Kōji Matsushita/Hiroshi Shibutani (Japan) durch. Im Viertelfinale besiegten sie die Jugoslawen Slobodan Grujić/Ilija Lupulesku ebenso in drei Sätzen wie im Halbfinale die Koreaner Kang Hee-chan/Lee Chul-seung. Im Finale standen sie den Chinesen Lu Lin/Wang Tao gegenüber. Im ersten Satz führten die Deutschen bereits 20:15, verloren diesen aber noch mit 26:24. Nach den weiteren Sätzen 21:18, 18:21 und 21:13 verloren sie den entscheidenden fünften Satz mit 14:21.

### Damen-Einzel
Die deutschen Damen scheiterten in den Gruppenspielen.
Olga Nemes gewann in Gruppe K gegen Diana Gee (USA) und Sofija Tepes (Chile), verlor aber gegen die Gruppensiegerin und Abwehrspielerin Hong Soon-hwa (Südkorea).
Elke Schall kam in Gruppe B auf Platz drei. Sie verzeichnete einen Sieg gegen Cheryl Roberts (Südafrika) sowie zwei Niederlagen gegen Alessia Arisi (Italien) und Qiao Hong (China).

### Damen-Doppel
Schall/Struse schieden in den Gruppenspielen aus. In Gruppe A belegten sie Platz zwei. Den Siegen über Emilia Ciosu/Adriana Năstase (Rumänien) und Eliana González/Magaly Montes (Peru) stand die Niederlage gegen die späteren Gewinnerinnen der Silbermedaille, Chen Zihe/Gao Jun (China), gegenüber.

## Wissenswertes
Im Gegensatz zur Weltmeisterschaft 1991 trat Korea wieder unter getrennten Flaggen auf, nämlich Nord- und Südkorea. Dragutin Šurbek feierte mit seinen 45 Jahren ein Comeback. Er trat nur im Doppel mit Zoran Primorac an, wo er in Gruppe B auf Platz zwei kam und somit ausschied. Der für Ägypten spielberechtigte Adel Massaad war zwar qualifiziert, durfte aber aus Kostengründen nicht teilnehmen.